# Il GGG - Il grande gigante gentile
Il GGG - Il grande gigante gentile (The BFG) è un film del 2016 diretto da Steven Spielberg.
Primo film diretto da Spielberg ad essere prodotto e distribuito dalla Walt Disney Pictures, è l'adattamento cinematografico del romanzo del 1982 Il GGG scritto da Roald Dahl, già portato sul grande schermo col film d'animazione del 1989 Il mio amico gigante.

## Trama
In un orfanotrofio di Londra, nel cuore della notte, l'orfanella Sofia non riesce a dormire. Sentendo dei rumori per strada, si affaccia alla finestra e vede un gigante incappucciato, il quale l'agguanta e poi scappa via verso il nord del paese, non facendosi notare da nessun umano. Una volta giunti nella caverna del gigante, in un luogo protetto dalla nebbia del mare a nord del Regno Unito, il Paese dei Giganti, Sofia tenta di scappare. Il gigante la ferma e la rassicura che non la mangerà in quanto vegetariano, spiegando che l'ha rapita solo per evitare che gli esseri umani potessero sapere dell'esistenza dei giganti e non imprigionassero lui in uno zoo o tentassero di avvicinarsi agli altri giganti del paese, ben più grandi e più malvagi di lui, che si nutrono di carne umana.
Sofia, intenzionata a fuggire il prima possibile, si addormenta e, quando si accorge che anche il gigante si è addormentato, scappa dalla sua caverna, ma viene fermata da uno dei giganti malvagi, che la divora. Per sua fortuna si trattava di un incubo che realizza di aver avuto a causa del gigante buono, il quale le spiega che il suo compito è quello di catturare i sogni e portarli ai bambini addormentati nel mondo. Sofia decide di desistere dallo scappare dal Paese dei Giganti, venendo a conoscenza delle loro usanze: il buon gigante le mostra come lui si debba nutrire di disgustosi Cetrionzoli, unico cibo esistente nella loro terra oltre alla carne umana, che sono la materia prima per preparare lo Sciroppio Sfribollino, una bizzarra bevanda verde frizzante consumata da tutti i giganti, in cui le bollicine scendono verso il basso anziché salire e che per questo causa flatulenze. In quel momento il leader dei giganti carnivori, Inghiotti-Ciccia, entra nella caverna e capisce che il gigante, da loro chiamato "nano", sta nascondendo un umano, annusandone l'odore. Per distrarlo, il gigante tenta di offrirgli un Cetrionzolo, ma si accorge in tempo che Sofia si era nascosta dentro all'ortaggio, così impedisce a Inghiotti-Ciccia di mangiarla e riesce a farlo andare via.
Dopo aver ripulito Sofia ed averle dato dei vestiti puliti, il gigante le prepara un rifugio all'interno del suo magazzino dei sogni e si prepara ad andare a prenderne altri. Sofia chiede di andare con lui e, con molta riluttanza, il gigante la porta con sé. I due, per raggiungere la Terra dei Sogni, devono superare il giaciglio degli altri giganti. Nonostante il gigante cerchi di evitare che i suoi simili carnivori si sveglino, Sangue-Succhia, il vice, lo ferma e risveglia gli altri per fare i duri con il piccolo gigante, finché la pioggia non mette fine al loro spasso: i perfidi giganti, infatti, temono l'acqua. Il gigante e Sofia se ne vanno e raggiungono la Terra dei Sogni. I due catturano i sogni più fantasiosi ed il gigante rivela di aver sentito, tempo prima, con le sue enormi e sensibili orecchie, qualcuno chiamarlo Grande Gigante Gentile, soprannome che Sofia accorcia con l'acronimo GGG. In seguito i due si dirigono nelle città degli umani addormentati armati di trombone magico, che il GGG usa per soffiare i sogni nelle menti dei bambini.
Tornati a casa, il GGG nota che la coperta di Sofia era caduta dalla sua tasca mentre veniva strapazzato dai giganti carnivori e, temendo per lei, la riporta all'orfanotrofio. Sofia però salta dalla finestra e, come da lei previsto, il GGG la salva e le rivela perché è così preoccupato per lei: anni prima lui aveva ospitato un ragazzo umano di nome Jack, che purtroppo fu scoperto e divorato da Inghiotti-Ciccia. Stufa che i giganti continuino a divorare esseri umani senza venire puniti, Sofia si offre di aiutarlo a trovare un modo per liberarsi di loro. Tornati al magazzino dei sogni, il GGG ottiene visite inaspettate quando i giganti carnivori entrano e domandano che venga consegnata loro Sofia, di cui hanno scoperto la presenza dalla coperta che hanno trovato. Nel cercare Sofia, che si nasconde nella tana di Jack, i giganti distruggono diversi sogni, prima di essere cacciati via dal GGG, che finalmente tiene testa a loro.
Trovando una foto della regina Vittoria nella tana di Jack, a Sofia viene in mente un piano per liberarsi dei giganti. Chiede quindi al GGG di creare un sogno per la regina Elisabetta II: nel sogno, la regina vedrà la loro avventura fino ad ora e saprà che, al suo risveglio, vedrà una bambina ed un gigante pacifico alla finestra che l'aiuteranno a fermare i malvagi giganti che hanno deciso quella notte di mangiare diversi bambini negli orfanotrofi. La mattina dopo, la regina viene a sapere di bambini scomparsi e ossa ritrovate e vede Sofia e il GGG alla finestra. Capisce quindi che il sogno che ha fatto era vero e decide di organizzare con loro un piano per liberarsi dei giganti. Il piano consiste nel distrarre i giganti con uno degli incubi trovati dal GGG per far prima vedere a loro quanto son malvagi, mentre uno stormo di elicotteri dell'esercito li legherà e li porterà su un'isola circondata dall'acqua.
Sofia e il GGG attuano il piano, durante il quale i malvagi giganti vengono colti dai sensi di colpa e non oppongono troppa resistenza alla cattura. Inghiotti-Ciccia, però, non si lascia sopraffare dall'incubo, quindi tocca al GGG tenerlo fermo per permettere ai soldati di catturarlo. Alla fine i giganti vengono tutti portati sull'isola dove, come sostentamento, vengono lasciati loro soltanto semi e ortaggi di Cetrionzoli. Sofia viene adottata dalla cameriera della regina ed il GGG torna nel Paese dei Giganti a continuare a produrre sogni per i bambini, ottenendo dalla Regina diverse scorte di buon cibo come ricompensa.

## Produzione
I primi tentativi di realizzare un adattamento su grande schermo del romanzo Il GGG sono stati fatti nel 1991, quando i produttori Frank Marshall e Kathleen Kennedy cercarono di coinvolgere la Paramount Pictures. Nel 1998 i coniugi Robin Swicord e Nicholas Kazan hanno scritto una sceneggiatura per un possibile film, pensando a Robin Williams nella parte principale del GGG. Nel 2001 la sceneggiatura viene riscritta da Gwyn Lurie con l'approvazione della fondazione Dahl.
Nel settembre 2011 la DreamWorks annuncia di aver acquistato i diritti cinematografici del libro; Kennedy e Marshall vengono confermati come produttori, e Melissa Mathison viene chiamata per scrivere la sceneggiatura. Nell'aprile 2014 viene annunciato Steven Spielberg come regista. Nel marzo 2015 la Walden Media annuncia il suo ruolo di co-finanziatrice e co-produttrice del film. Nell'aprile 2015 la Walt Disney Pictures, che avrebbe dovuto distribuire il film attraverso la sua Touchstone Pictures, annuncia la sua entrata in co-produzione nel film e la distribuzione sotto il marchio Walt Disney. Infine la Dreamworks non viene accreditata nel progetto e viene sostituita dalla casa di produzione di Spielberg, la Amblin Entertainment.

### Casting

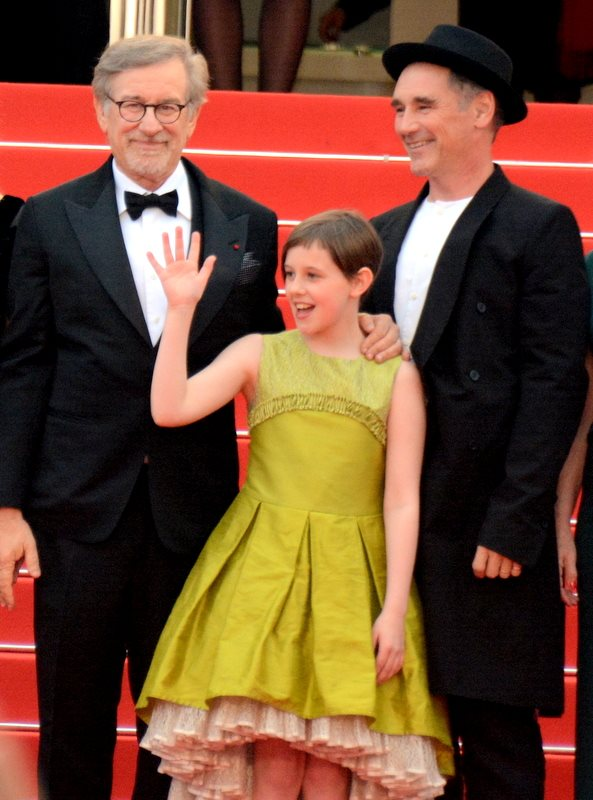
Steven Spielberg, Ruby Barnhill e Mark Rylance al Festival di Cannes 2016.

Nell'ottobre 2014 Mark Rylance viene scelto per il ruolo del GGG. A dicembre viene scelta la giovane attrice inglese Ruby Barnhill per il ruolo di Sophie. A marzo 2015 si aggiunge al cast Bill Hader nel ruolo di un gigante malvagio, e ad aprile viene annunciato il resto del cast, composto da Penelope Wilton, Rebecca Hall, Jemaine Clement, Michael David Adamthwaite, Daniel Bacon, Chris Gibbs, Adam Godley, Jonathan Holmes, Paul Moniz de Sa e Ólafur Ólafsson.

### Riprese
Le riprese principali sono avvenute a Vancouver dal 23 marzo al 12 giugno 2015.

### Effetti visivi
Gli effetti visivi del film, girato in tecnica mista, sono curati dalla Weta Digital.

## Promozione
Il primo teaser trailer del film viene pubblicato il 9 dicembre 2015, mentre il trailer esteso viene diffuso il 5 aprile 2016.

## Distribuzione
Il film è stato presentato, fuori concorso, al Festival di Cannes 2016 il 14 maggio.
La pellicola è stata distribuita nelle sale cinematografiche statunitensi a partire dal 1º luglio 2016, mentre la data di uscita in Italia, inizialmente prevista per il 15 settembre 2016, e poi posticipata al 1º gennaio 2017, è avvenuta il 30 dicembre 2016.
Negli Stati Uniti il film è stato distribuito nelle sale dalla Walt Disney Pictures, nel Regno Unito dalla Entertainment One ed in Italia da Medusa Film.

## Accoglienza

### Incassi
Il film viene considerato un flop al botteghino; costato 140 milioni di dollari più le spese di marketing, la pellicola ha registrato un incasso complessivo di 183 milioni di dollari, di cui 55 nelle sale statunitensi e 124 nel resto del mondo, riportando una perdita di circa 100 milioni da suddividere tra le case di produzione Disney e Amblin Entertainment.

## Riconoscimenti
- 2017 – Satellite Award[31]
  - Candidatura alla miglior colonna sonora originale a John Williams
  - Candidatura ai migliori effetti visivi
- 2016 – Annie Award[32]
  - Candidatura ai migliori effetti animati in un film live action
- 2017 – Golden Tomato Awards[33]
  - Quinto miglior film per famiglie del 2016
- 2017 – Saturn Award[34]
  - Candidatura al miglior film fantasy
  - Candidatura al miglior attore a Mark Rylance
  - Candidatura alla miglior giovane attore a Ruby Barnhill
  - Candidatura al miglior regista a Steven Spielberg
  - Candidatura alla miglior sceneggiatura a Melissa Mathison
  - Candidatura ai miglior montaggio a Michael Kahn
  - Candidatura alla miglior scenografia a Rick Carter e Robert Stromberg
  - Candidatura alla miglior colonna sonora a John Williams
  - Candidatura ai migliori costumi a Joanna Johnston
  - Candidatura ai migliori effetti speciali a Joe Letteri e Joel Whist